# Rafel Casas Garrosset
Rafel Casas Garrosset (Palamós, març de 1970) és un escriptor i editor català. Guanyador del VIII Premi Empordà de Novel·la amb l'obra “El Moment”, publicada per Brau edicions. El 2022 funda LlunydelRamat edicions, editorial especialitzada en narrativa de ficció en català, de la que n'és l'actual director. És col·laborador i articulista a la revista Gavarres i a la Revista de Girona.

## Obres
- El Moment (Brau edicions, 2025) - VIII Premi Empordà de Novel·la
- BZD (Lllibres del Delicte, 2025)[6][7]
- La platja de les Trivies (LlunydelRamat, 2023)[8]
- El nen que volia ser assassí (LlunydelRamat, 2022)
- Las portadoras (Stonberg, 2019)